# Turó de Cal Pontonet
El Turó de Cal Pontonet és una muntanya de 671 metres que es troba al municipi de Pontons, a la comarca de l'Alt Penedès.